# وسام أبو رميلة
وسام أبو رميلة (مواليد 10 ديسمبر 1995) لاعب جودو فلسطيني.

## حياته المهنية
شارك أبو رميلة في بطولة العالم للجودو 2013 في ريو دي جانيرو، ثم تأهل لنسخة 2015 التي أقيمت في أستانا. شارك في دورة الألعاب الآسيوية 2018 في إندونيسيا، وبطولة آسيا وأوقيانوسيا عام 2019 التي أقيمت في أبو ظبي، وسباق الجائزة الكبرى 2017 في أنطاليا. اختير للمشاركة في منافسات الجودو في دورة الألعاب الأولمبية الصيفية 2020 - 81 كجم رجال في طوكيو.

## الحياة الشخصية
ولد وسام أبو رميلة في القدس، كان والده لاعب جودو أيضاً وشارك في بطولات الجودو في فلسطين وعمل مدرباً له. كما مثل أخوانه أحمد وعمرو بلدهم في الجودو أيضاً.